# Operatore di Casimir
In algebra, un operatore di Casimir o invariante di Casimir è un particolare elemento del centro dell'algebra inviluppante generale di una algebra di Lie. In particolare, data un'algebra di Lie munita di una forma bilineare non degenere e invariante e una rappresentazione di dimensione finita, l'operatore è una applicazione lineare continua sullo spazio vettoriale della rappresentazione. Quest'operatore commuta con la rappresentazione, inoltre per l'algebra di Lie e la rappresentazione studiata quest'operatore gioca il ruolo del laplaciano.
Un esempio paradigmatico è il quadrato dell'operatore momento angolare, che è l'invariante di Casimir per il gruppo delle rotazioni tre-dimensionali.
L'operatore di Casimir deve il suo nome a Hendrik Casimir, che ha scoperto l'operatore che porta il suo nome per il gruppo di Lorentz all'inizio degli anni '30.